# Familiantský zákon
Familiantský zákon je ustálené, i když poněkud nepřesné označení předpisů z 18. až 19. století, které v habsburské monarchii stanovovaly podmínky pro uzavírání sňatků mezi Židy, s cílem omezit a regulovat počet židovského obyvatelstva v říši. Název je odvozen od slova „rodina“ (latinsky familia, německy Familie).
Prvním novověkým předpisem, který omezoval sňatečnost mezi Židy, byl dekret císaře Karla VI. z roku 1726. Následovala řada úprav a doplňujících předpisů (poslední až z roku 1833), které dále upřesňovaly možný počet židovských rodin v jednotlivých zemích monarchie, počet míst, kde se Židé mohli usazovat, věkovou hranici snoubenců, záváděly princip prvorozenství, jakož i jinak zpřísňovaly podmínky růstu židovské populace.
Princip familiantského zákona spočíval ve stanovení určitého počtu židovských rodin, které mohly v dané zemi nebo v daném místě (ghettě) žít. Uzavřít sňatek a tedy i založit rodinu mohl dospělý Žid teprve tehdy, pokud se v daném místě počet rodinných jednotek snížil pod předepsaný maximální počet (tzv. numerus clausus), a to buď úmrtím hlavy rodiny (familianta), nebo trvalým vystěhováním rodiny (pohyb Židů byl ovšem taky přísně omezován). Na uvolněné místo pak už zpravidla čekala celá řada uchazečů, hodlajících založit rodinu, kteří museli splňovat řadu průběžně se měnících kritérií (manželský původ, věk, prvorozenectví, vzdělání, minimální výše majetku atd.). O přidělení uvolněného tzv. familiantského čísla rozhodovala buď židovská samospráva, vrchnost, popřípadě správní úřady. Korupce, protekce a manipulace s pořadníky uchazečů bývaly běžnou záležitostí. Familianty se tak stávali zpravidla členové nejbohatších a nejvlivnější rodů v ghettu. I proto například existují „typicky židovská“ příjmení Kohn (Kohen), Levi (Levita), Mayer atd., která patřila židovským rodům nejvíce schopným pořídit si legitimní potomstvo[zdroj?]. Dalším z důsledků těchto omezení byl vysoký počet (podle historických výzkumů až 40 %) dětí narozených mimo manželství, které pak v dospělosti samy nesměly uzavřít řádný sňatek, založit rodinu, dědit majetek atd. Familiantský zákon též přispěl k poněmčení židovského obyvatelstva v českých zemích, protože pod podmínkou „vzdělání“ se vedle znalosti náboženství nejčastěji skrýval požadavek, aby familiant uměl mluvit, číst a psát v německém jazyce.
Většina omezení plynoucích pro Židy z familiantského zákona byla zrušena po roce 1848.